# Travolto dagli affetti familiari
Pour plus de détails, voir Fiche technique et Distribution.
Travolto dagli affetti familiari est une comédie à l'italienne réalisée par Mauro Severino et sortie en 1978. 

## Synopsis
Memé (Emanuele) Di Costanzo, un agent immobilier en faillite et sans le sou, vit avec sa grand-mère Nana et son chien Piccolo. Fatigué de gagner sa vie en comptant souvent sur l'aide de sa maîtresse Eliana, Memé décide de profiter de la naïveté d'Isotta, une pharmacienne qui a un faible pour lui ; comptant sur l'aisance financière de la femme, Memé la « déshonore » pour être forcé de l'épouser.
Isotta, qui ignore d'abord la présence de Piccolo et de Nana, fait bonne figure et supporte patiemment la situation.
Cependant, la situation devient intenable au fil du temps, lorsque Nana tombe malade et doit être envoyée en maison de retraite.
Au bout de quelques semaines, Memé est pris de remords et décide de quitter sa femme pour se consacrer pleinement à Nana et Piccolo. Malheureusement, alors que les problèmes avec Isotta semblaient terminés, Nana meurt subitement.
Memé, ne supportant plus la misère dans laquelle il est contraint de vivre après sa rupture avec Isotta, songe même à tuer Piccolo, mais il est finalement incapable d'un tel geste maléfique. Sans le sou, Memè s'apprête à partir sur un ferry, mais au cours des préparatifs, il est légèrement blessé par une voiture qui le renverse et le fait tomber dans les pommes tandis que Piccoli disparaît.
Convaincu d'avoir perdu Piccolo pour toujours, Memè retourne vivre avec Isotta et son insupportable famille, mais sept mois après ce tragique accident, Piccolo revient sain et sauf auprès de son maître.

## Fiche technique
- Titre italien original : Travolto dagli affetti familiari[1] (litt. « Submergé par l'affection de la famille »)
- Réalisateur : Mauro Severino
- Scénario : Mauro Severino, Giuseppe D'Agata (it)
- Photographie : Giuseppe Berardini
- Montage : Alberto Gallitti
- Musique : Gianni Ferrio
- Décors : Guido Josia
- Costumes : Marisa Crimi
- Production : Monica Venturini
- Société de production : Filmes International
- Pays de production :  Italie
- Langues originales : italien
- Format : couleur - Son mono - 35 mm
- Durée : 99 minutes
- Genre : comédie à l'italienne
- Dates de sortie :
  - Italie : 22 décembre 1978

## Distribution
- Lando Buzzanca : Memé Di Costanzo
- Nerina Montagnani : Nana
- Gloria Guida : Eliana
- Andréa Ferréol : Isotta
- Gianna Salvi : une des tantes d'Isotta
- Nais Lago : une des tantes d'Isotta
- Franca Dominici : la mère d'Isotta
- Filippo De Gara : le frère de Memé
- Maurizio Gueli : le directeur de la société immobilière
- Antonella Antinori :
- Barbara Bouchet :
- Luciano Crovato :